# Franz Reuleaux

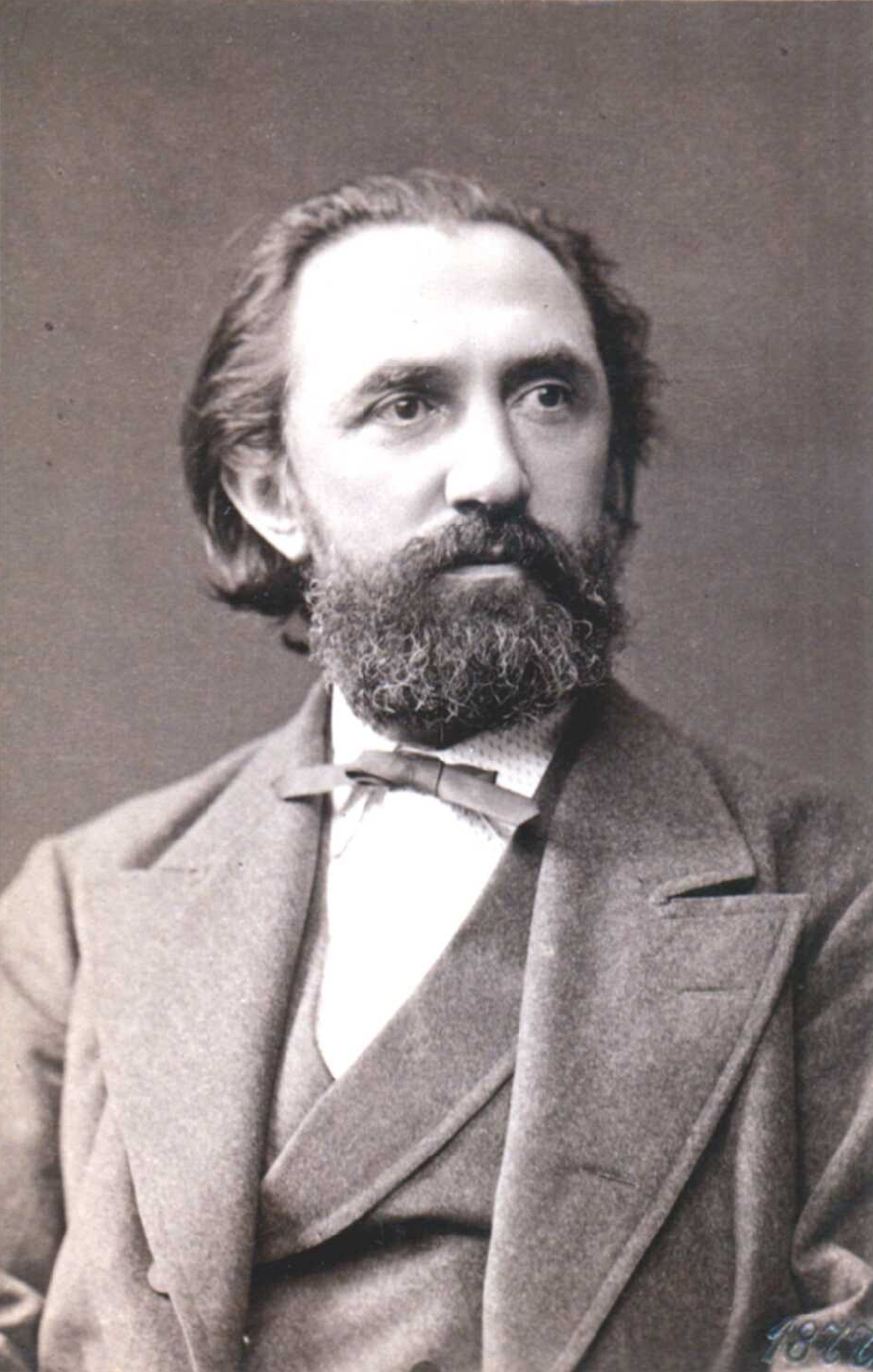
Franz Reuleaux 1877.

Franz Reuleaux [uttalas "rö-lå"], född 30 september 1829 i Eschweiler nära Aachen i dåvarande Preussen, död 20 augusti 1905 i Berlin-Charlottenburg, var en tysk ingenjör, verksam inom flera områden av maskintekniken. I synnerhet försökte han göra maskintekniken till en exakt vetenskap.

## Biografi
Franz Reuleaux föddes i en ansedd och etablerad teknikerfamilj. Han far var delägare i maskinfabriken Englerth, Reuleaux & Dobbs, som idag är Ermag-fabriken inom Eschweiler Bergwerks-Verein (EBV). Både morfadern och farfadern hade tekniska yrken. Då fadern dog 1833, flyttade modern med Franz till Koblenz. Där började han så småningom studera maskinbyggnadskonst vid Zilken järngjuteri och maskinfabrik.
1846 började han vid faderns fabrik, som under tiden tagits över av hans farbror. Från 1850 till 1852 studerade han maskinteknik för professor Ferdinand Redtenbacher (1809–1863) vid polytekniska skolan i Karlsruhe. Siktet var inställt på Ecole Polytechnique i Paris, som då var en ledande teknisk högskola. Det kan ha varit Redtenbacher som hos Reuleaux väckte intresset för filosofi, som han senare studerade vid sidan av matematik och mekanik i Bonn och Berlin. Från 1854 var Reuleaux verksam som ingenjör i Baehrens maskinbyggnadsfabrik i Köln.

### I Zürich
Det första kapitlet i handboken Construktionslehre für den Maschinenbau, som Reuleaux utgav tillsammans med Carl L. Moll, publicerades separat redan 1853. Genom sin tydliga indelning och mönstergilla teckningar fick verket mycket god kritik. Det sista kapitlet behandlade maskinernas byggnadsstil, huvudsakligen med historiska ideal, men också med några nya idéer som saknade motsvarighet inom arkitekturen.
En som lade märke till Reuleaux var Gustav Zeuner, som 1856 utnämnde honom till ordinarie professor vid mekanisk-tekniska avdelningen vid Tekniska högskolan ETH i Zürich. Undervisningens nära koppling till forskningen, som var rådande i Zürich, passade Reuleaux mycket väl och han blev snabbt omtyckt bland studenterna. Under tiden i Zürich utarbetades läroboken Der Constructeur, som under tre årtionden gällde som standardlitteratur. Fram till 1861 utkom den i fem upplagor på fyra språk. Reuleaux behandlade maskinelementen som ett självständigt ämne och så långt möjligt gick in för återanvändbara standardkonstruktioner.

### I Berlin

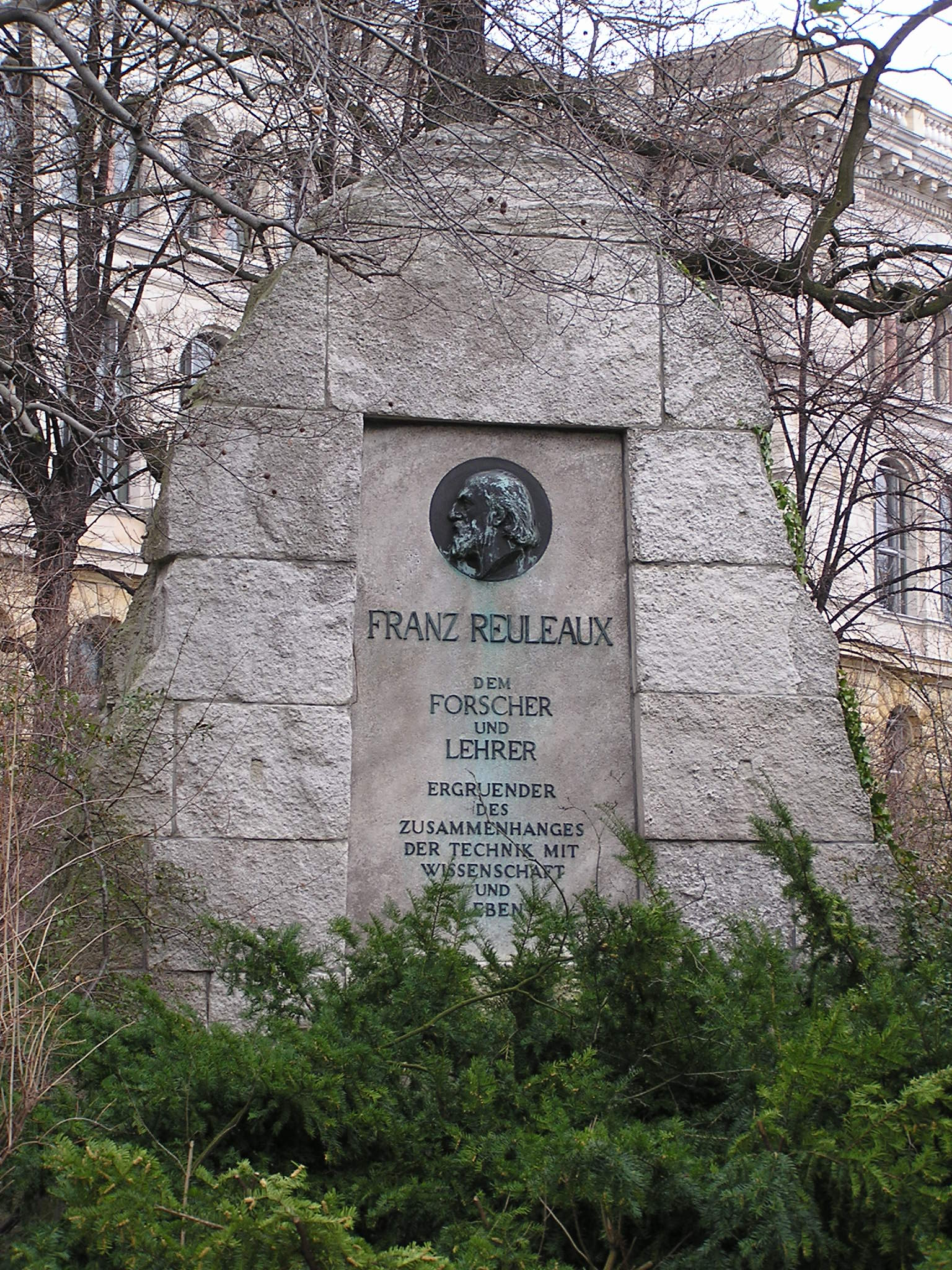
Monument över Reuleaux vid Tekniska högskolan i Berlin (Charlottenburg).

1864 blev han kallad till Gewerbeinstitut Berlin (föregångaren till Technische Universität Berlin). Samtidigt blev han ledamot av industrins tekniska deputation (Technische Deputation für das Gewerbe) och fyra år senare föreståndare för skolan, som då hunnit byta namn till Gewerbeakademie. Efter samgåendet 1879 med Bauakademie ändrades namnet till Tekniska högskolan, där Reuleaux förestod maskintekniska avdelningen innan han 1890/91 blev rektor. Till hans studenter hörde Carl von Linde och elektroteknikern Trajan Rittershaus (1843–1899).
Reuleaux införde nya begrepp inom kinematiken (Verbund, Zwangslauf) och maskinbyggnad med utbytbara komponenter. Han intresserade sig i synnerhet för det senare.
Reuleaux ägnade sig åt kinematiken, som vid denna tid var föga utvecklad. Hans Theoretische Kinematik (1875) gav avgörande impulser. Verket fick många beundrare, men också många motståndare: Under 1880- och 1890-talet grundades många maskintekniska laboratorier som enbart arbetade praktiskt-empiriskt och inte stödde sig på komplicerade beräkningar. Med professor Alois Riedler (1850–1936) kom en företrädare för denna riktning 1888 till Tekniska högskolan, som gjorde sig till fiende med Reuleaux och fick honom att 1896 avsluta sin lärarverksamhet. Reuleaux gav dock inte upp sina idéer. Andra delen av hans kinematik utkom 1900. En tredje var planerad, men förblev ofullbordad. Under 1900-talet har datorerna gjort den teoretiska kinematiken betydelsefull.
Franz Reuleaux avled i en ålder av 76 år den 20 augusti 1905 i Charlottenburg.

## Som prisdomare
Det var en hedersbetygelse för Reuleaux att utnämnas till prisdomare vid världsutställningarna 1862 och 1867 i London, 1873 i Wien, samma år i Dublin och 1876 i Philadelphia. Hans brev från Philadelphia, som publicerades i National-Zeitung, riktade uppmärksamheten mot missförhållanden i den tyska industrin, vilket orsakade stor debatt. Hans uttalande att "tyska varor är billiga och dåliga" (billig und schlecht) orsakade bestörtning, men kravet på "konkurrenskraftig kvalitet" vann gehör. På världsutställningarna 1879 i Sydney och 1881 i Melbourne ledde Reuleaux som rikskommissarie den tyska avdelningen.
Som prisdomare gav Reuleaux det första offentliga erkännandet åt Ottos och Langens gasmotor, och såg till att de fick guldmedalj i Paris. Han bistod även att patentera uppfinningen. Enligt hans uppfattning skulle Ottomotorn förbättra småföretagens sociala läge. Han var också entusiastisk över ett skråvalsförfarande (Schrägwalzverfahren) från Mannesmann, för framställning av rör utan skarvsöm, liksom för den unga elektrotekniken.

## Övrig verksamhet
Under 1880-talet arbetade Reuleaux för inrättandet av en enhetlig patentlagstiftning. Han stödde också konsthantverket och ägnade sig intensivt åt dess omorganisation. Sin litterära ådra visade sig i resebeskrivningar och poesiöversättningar; han behärskade både arabiska och sanskrit. Slutligen hörde han också till medgrundarna av teknikfilosofin, där han emellertid anklagades för eklekticism.

## Utmärkelser
Reuleaux var hedersledamot av talrika tyska och utländska sällskap. Universitetet i Montréal och Tekniska högskolan i Karlsruhe förlänade honom hedersdoktorat. Han bar hederstiteln Geheimrat. Sju år efter hans död uppfördes framför Tekniska högskolan i Berlin-Charlottenburg ett monument med hans bild och inskriften: Franz Reuleaux – forskaren och läraren, grundaren av kopplingen mellan teknik, vetenskap och livet. Monumentet befinner sig idag på centrala campus vid Tekniska universitetet i Berlin.
Hans födelsestad Eschweiler har uppkallat en gata efter honom.

## Familj
Reuleaux var gift med Charlotte Wilhelmine Friederike Overbeck (1829–1882), barnbarn till borgmästaren i Lübeck, domaren, senatorn och diktaren Christian Adolph Overbeck (1755–1821). Hans barnbarn Otto Reuleaux (1896–1979) var styrelseledamot och ordförande i flera tyska industriföretag.

## Svenska översättningar och omnämnanden
Reuleaux utnämndes 1864 till korresponderande ledamot av Svenska slöjdföreningen och 1880 till ledamot av svenska Vetenskapsakademien. Artiklar om honom finns i Nordisk familjebok (1889 och 1916), dock inte i 4:e upplagan (1952).
- Carl Arendt Ångström översatte Konstruktören : en handbok till begagnande vid maskin-beräkningar för maskin- och byggnads-ingeniörer, samt tekniska läroanstalter (1864; 2. uppl. 1877; supplement 1893).

Reuleaux citeras ofta i Teknisk Tidskrift. En nekrolog av signaturen H.S. publicerades där i Allmänna avdelningen den 16 september 1905, sid. 362-363. Fyra längre texter av honom finns översatta till svenska, enligt sak- och namnregistret:
- Kapitlet "Maskinernas sociala betydelse" ur Theoretische Kinematik återgavs i svensk översättning i Teknisk Tidskrift nr. 2, 1878, sid. 25-30. Elektronisk utgåva hos Wikisource.
- Föredraget "Kultur och teknik", hållet inför Niederösterreichischer Gewerbeverein i Wien och publicerat i dess "Wochenschrift", återgavs i svensk översättning av Wilhelm Hoffstedt i Teknisk Tidskrift nr. 4 och 5, 1885, sid. 65-69 och 89-95. Elektronisk utgåva hos Wikisource.
- Föredraget "Mannesmannska förfaringssättet för rörtillverkning" återgavs i svensk översättning av Wilhelm Hoffstedt med flera illustrationer i Teknisk Tidskrift nr. 6-7, 1890, sid. 202-208.
- Artikeln "Nya betraktelser och försök öfver tappfriktion" ur Zeitschrift des Vereines deutscher Ingenieure, Band XXXV, återgavs i svensk översättning av Wilhelm Hoffstedt med illustrationer, ekvationer och tabeller i Teknisk Tidskrift, nr. 8, 1892, sid. 258-262.